# مسابقة المحارب السنوية
```
مسابقة المحارب السنوية
 هي 
مسابقة
 موجهة للقتال تعتمد على القدرة البدنية والعمل الجماعي والتواصل والدقة الفردية، تقام المسابقة في مركز 
الملك عبدالله الثاني لتدريب العمليات الخاصة
 (KASOTC) في 
عمان
، 
الأردن
. أنشأ الأردن المسابقة في مايو 2009.
```

## نظرة عامة
تم تصميم مسابقة المحارب السنوية لبناء روح الفريق بين المتسابقين. تسمح المنافسة أيضًا باستخدام أفضل الممارسات والتكنولوجيا والأجهزة؛ من خلال عرض المعدات والأسلحة من قبل تجار التجزئة الدوليين. تولد المنافسة التماسك داخل قوات العمليات الخاصة ووحدات إنفاذ القانون، وتوفر مقياسًا لأداء الوحدة، وتكشف عن نقاط القوة والضعف في مجموعات المهارات الفردية والفردية.
في كل عام، تخضع المنافسة لتحول في طريقة تصميمها يعيد تعريف المعيار الذي يتم بموجبه مواجهة الإرهاب ومكافحته، مع أخذ التحدي إلى ارتفاع دولي غير مسبوق بصد التهديدات المتغيرة باستمرار. يظهر المحاربون المتنافسون الكفاءات والقدرة على التكيف من الرماية والتحمل والعمل الجماعي والتكتيكات والاتصالات في ساحة المعركة. يتم مراقبة قدرة المحاربين المتنافسين والحكم عليهم من قبل لجنة من الخبراء الدوليين ذوي السمعة الطيبة من مختلف الخلفيات المهنية العسكرية وإنفاذ القانون في هذه الصناعة. يشارك أكثر من ثلاثين فريقًا دوليًا ومحليًا  كل عام، ويثبتون مهاراتهم من خلال مختلف مراحل التحديات التي تعكس القدرة العالمية في مكافحة الإرهاب.
حول مركز الملك عبد الله الثاني لتدريب العمليات الخاصة
يقع مركز الملك عبد الله الثاني لتدريب العمليات الخاصة، والمعروف أيضًا باسم KASOTC، في عمان، الأردن. وهو منشأة فريدة من نوعها. يقع على مساحة 2.5 كيلومتر مربع (0.97 ميل2) ويضم الموقع أكثر من 250 مليون دولار من مرافق التدريب المتطورة وهياكل الدعم. تنبع طبيعتها الفريدة من مزيج استثنائي من التدريب المتطور، ومدرب النخبة وموظفي الدعم والتكنولوجيا المتقدمة المتكاملة. تقدم KASOTC دورات تدريبية مصممة خصيصًا أو دعمًا تدريبًا للعملاء من خلال برامجهم الخاصة.

## روابط خارجية
- الموقع الرسمي
- نيويورك تايمز - معسكر النوم بعيدا لرعاة البقر ما بعد الحداثة
- مجلة الدفاع عن الأسلحة الصغيرة - مسابقة المحارب "تحدي الملك"
- KASOTC الموقع الرسمي